# 다네우메촌
다네우메촌(種梅村)은 아키타현 야마모토군에 있던 촌이다. 현재의 노시로시 후타쓰이정, 후타쓰이정 우메우치에 해당한다.

## 역사
- 1889년 4월 1일 - 정촌제 시행에 의해 2촌의 구역으로 성립하였다.
- 1955년 3월 25일 - 후타쓰이정, 도미네촌, 니게바촌과 합병해, 새로운 후타쓰이정이 되었다.
- 2006년 3월 21일 - 후타쓰이정이 노시로시와 합병해, 새로운 노시로시가 성립하였다.

## 교통
현재는 구 촌역이 국도 7호선 후타쓰이 나들목이 통과하지만, 당시는 미개통.